# Giuliano Besson
Giuliano Besson (ur. 1 stycznia 1950 w Sauze d’Oulx) – włoski narciarz alpejski. Zajął 11. miejsce w zjeździe na igrzyskach w Sapporo w 1972 r. Na mistrzostwach w Sankt Moritz zajął 5. miejsce w zjeździe. Najlepsze wyniki w Pucharze Świata osiągnął w sezonie 1973/1974, kiedy to zajął 19. miejsce w klasyfikacji generalnej, a w klasyfikacji zjazdu był dziewiąty.

## Sukcesy

### Puchar Świata

#### Miejsca w klasyfikacji generalnej
- 1971/1972 – 42.
- 1972/1973 – 33.
- 1973/1974 – 19.
- 1974/1975 – 49.

#### Miejsca na podium
1. Kitzbühel – 6 stycznia 1974 (zjazd) – 2. miejsce